# 교곱
대수적 위상수학에서 교곱(交곱, 영어: cap product 캡 프로덕트[*])은 호몰로지류와 코호몰로지류를 하나의 호몰로지류로 축약시키는 연산이다.

## 정의
X가 위상 공간이며, R가 가환환이라고 하자. 그렇다면 {\displaystyle R} 계수의 교곱 {\displaystyle \frown }은 다음과 같은 {\displaystyle R}-선형 변환이다.
{\displaystyle \frown \colon \operatorname {H} _{p}(X;R)\times \operatorname {H} ^{q}(X;R)\to \operatorname {H} _{p-q}(X;R)\qquad (p\geq q)}
여기서 {\displaystyle \operatorname {H} _{\bullet }(X;R)} 및 {\displaystyle \operatorname {H} ^{\bullet }(X;R)}는 각각 {\displaystyle R} 계수의 특이 호몰로지와 특이 코호몰로지이다.
이 연산은 다음과 같이 정의된다. 임의의 특이 쌍대사슬 {\displaystyle \psi \in C^{q}(X;R)} 및 특이 단체 {\displaystyle \sigma \colon \triangle ^{p}\to \ X}에 대하여,
{\displaystyle \sigma \frown \psi {\stackrel {\text{def}}{=}}\psi (\sigma \circ \iota _{\{0,\dots ,q\}})\cdot \sigma \circ \iota _{\{q,\dots ,p\}}}
여기서
{\displaystyle \iota _{S}\colon \triangle ^{|S|-1}\hookrightarrow \triangle ^{p+q}}
({\displaystyle S\subset \{0,1,...,p+q\}})는 {\displaystyle |S|-1}차원 표준 단체를 꼭짓점들이 {\displaystyle \{0,1,\dots ,p+q\}}인 {\displaystyle p+q}차원 표준 단체의, {\displaystyle S}에 속하는 꼭짓점들만을 갖는 부분 표준 단체로 포함시키는 함수이다.

### 경사곱
두 위상 공간 {\displaystyle X}, {\displaystyle Y} 및 가환환 {\displaystyle R} 위의 가군 {\displaystyle M}, {\displaystyle N}이 주어졌을 때, {\displaystyle R} 계수의 경사곱(傾斜-, 영어: slant product) {\displaystyle \backslash _{R}}은 다음과 같은 {\displaystyle R}-선형 변환이다.
{\displaystyle \backslash _{R}\colon \operatorname {H} _{p}(X;M)\times \operatorname {H} ^{q}(X\times Y;N)\to \operatorname {H} ^{q-p}(Y;M\otimes _{R})\qquad (q\geq p)}
구체적으로, 사슬 복합체 사이에 다음과 같은 사상이 존재한다.
{\displaystyle f\colon C_{p}(X;M)\times C_{q}(Y;N)\to C_{p+q}(X\times Y;M\otimes _{R}N)}
만약 세포 호몰로지를 사용할 경우 이는 두 CW 복합체의 곱공간 위의 표준적인 세포 구조이다. 만약 특이 호몰로지를 사용할 경우, 이는
{\displaystyle \alpha \colon \triangle ^{p}\to X}
{\displaystyle \beta \colon \triangle ^{q}\to Y}
에 대하여, 단체의 곱공간 {\displaystyle \triangle ^{p}\times \triangle ^{q}} 위에 부여한 임의의 단체 복합체 구조 아래 기본류를 나타내는 특이 순환
{\displaystyle \gamma =\sum _{i\in I}r_{i}\gamma _{i}\in C_{p+q}(\triangle ^{p}\times \triangle ^{q};R)}
{\displaystyle \gamma _{i}\colon \triangle ^{p+q}\to \triangle ^{p}\times \triangle ^{q}}
을 골랐을 때
{\displaystyle f\colon (\alpha ,\beta )\mapsto \sum _{i\in I}r_{i}\left((\alpha ,\beta )\circ \gamma _{i}\right)}
이다.
그렇다면, 경사곱은 다음과 같다.
{\displaystyle \backslash _{R}\colon \operatorname {H} _{p}(X;M)\times \operatorname {H} ^{q}(X\times Y;N)\to \operatorname {H} ^{q-p}(Y;M\otimes _{R}N)}
{\displaystyle \alpha \backslash _{R}\beta \colon \sigma \mapsto \beta (f(\alpha ,\sigma ))}

## 역사
교곱은 1936년 에두아르트 체흐가 처음으로 도입하였으며, 1938년에 해슬러 휘트니도 독립적으로 재발견하였다. 교곱의 기호 {\displaystyle \frown }는 휘트니가 고안하였다.

## 같이 보기
- 합곱
- 푸앵카레 쌍대성
- 특이 호몰로지
- 호몰로지